# Estouteville-Écalles
Estouteville-Écalles település Franciaországban, Seine-Maritime megyében. Lakosainak száma 574 fő (2018. január 1.). Estouteville-Écalles Buchy, Montérolier, Rocquemont, La Rue-Saint-Pierre, Sainte-Croix-sur-Buchy, Vieux-Manoir és Yquebeuf községekkel határos.

## Népesség
A település népességének változása:
| Lakosok száma | 504  | 531  | 557  | 574  |
|               | 2013 | 2015 | 2017 | 2018 |